# Rezolucija Vijeća sigurnosti UN-a 1222
Rezolucijom Vijeća sigurnosti UN-a 1222, jednoglasno usvojenom 15. siječnja 1999., nakon podsjećanja na prethodne rezolucije o Hrvatskoj uključujući rezolucije 779 (1992.), 981 (1995.), 1147 (1998.) i 1183 (1998.), Vijeće je ovlastilo Misiju Ujedinjenih naroda Promatrači na Prevlaci (UNMOP) za nastavak praćenja demilitarizacije u Područje poluotoka Prevlake u Hrvatskoj do 15. srpnja 1999.
Vijeće sigurnosti pozdravilo je nedavno ukidanje ograničenja slobode kretanja UNMOP-a i poboljšanu suradnju iz Hrvatske, ali je istodobno primijetilo dugotrajna kršenja režima demilitarizacije i prisutnost jugoslavenskih i povremeno hrvatskih snaga. Također je pozdravila spremnost Hrvatske da ponovno otvori granične prijelaze s Crnom Gorom kao značajnu mjeru izgradnje povjerenja koja je dovela do civilnog prometa u oba smjera.
Strane su pozvane da u potpunosti provedu sporazum o normalizaciji međusobnih odnosa, prestanu s kršenjem režima demilitarizacije, smanje napetosti i osiguraju slobodu kretanja promatračima Ujedinjenih naroda. Od glavnog tajnika Kofija Annana zatraženo je da, u svjetlu poboljšanih uvjeta, razmotri smanjenje broja vojnih promatrača na samo 22. Također je zatraženo da do 15. travnja 1999. izvijesti Vijeće o stanju u pogledu napretka prema mirnom rješenju spora između Hrvatske i Srbije i Crne Gore. Konačno, Stabilizacijske snage, ovlaštene Rezolucijom 1088 (1996.) i proširene Rezolucijom 1174 (1998.), morale su surađivati s UNMOP-om.

## Vanjske poveznice
| Wikizvor | Engleski Wikizvor ima izvorni tekst na temu: United Nations Security Council Resolution 1222 |

- Text of the Resolution at undocs.org